# Code of Princess
Code Of Princess é um RPG eletrônico de ação desenvolvido para o Nintendo 3DS. O jogo tem muitas similaridades com o estilo "beat'n up". O tipo de jogo em que vai se progredindo lateralmente enquanto os personagens lutam contra inimigos.
O design dos personagens ficou a cargo de Kinu Nishimura. E o time de produção conta ainda com alguns  ex-membros da "Treasure", a empresa responsável por Guardian Heroes. Assim como o mesmo, Code of Princess também é ambientado em um mundo medieval com criaturas míticas como zumbis, orcs, etc. O jogo possui um sistema de customização de magias e habilidades, permitindo que um personagem adquira habilidades diferentes em uma nova gravação.
Code of Princess dispõe de 11 personagens controláveis no modo história. Um número ainda maior de personagens fica disponível ao jogador no modo Versus, que permite ao jogador usar inimigos ou aldeões de vila para jogar. O jogo tem multiplayer local e online para até 4 pessoas simultâneas. O lançamento no Japão foi no dia 19 de abril de 2012. Nos Estados Unidos, quem distribuirá será a Atlus com lançamento previsto para o dia 9 de outubro de 2012.

## Personagens
- Solange - A guerreira loira e personagem principal de Code of Princess. Maneja uma espada bastarda.
- Zozoko - Uma personagem que usa magia e ataques a longa distância.
- Allegro - Um músico que usa instrumentos para variados tipos de ataques.
- Ally - Um ladino que usa adagas para lutar. E cuja maior característica à agilidade.